# Panarche anfortas
Panarche anfortas är en fjärilsart som beskrevs av Otto Thieme 1906. Panarche anfortas ingår i släktet Panarche och familjen praktfjärilar. Inga underarter finns listade i Catalogue of Life.